# Ricardo Jorge Novo Nunes
Ricardo Jorge Novo Nunes, mais conhecido por Ricardo (Póvoa do Varzim, 6 de Julho de 1982) é um ex-futebolista português que atuava como guarda-redes. Atualmente é presidente do Varzim.

## Carreira
Começou a sua carreira no Grupo Desportivo de Fradelos que disputava a Divisão de Honra da AF Braga.Foi em 2002 que a sua carreira deu um pulo, pois foi aceito pelo Varzim. Foi na jornada 28 do campeonato da Segunda Liga, dia 26 de março de 2006,[carece de fontes?] que o Ricardo deu a vitória ao Varzim sobre o Moreirense, de Jerôme Palatsi com um célebre golo de baliza à baliza. Nos oitavos de final da Taça de Portugal da mesma época, o Varzim defrontou o Benfica e acabou por vencer por 2 à 1. O Ricardo contribuiu de maneira significativa para a forma como o Varzim segurou a vantagem no marcador.
O guarda-redes começou como suplente de Peiser durante a época 2011–12 e soube aproveitar as oportunidades que Pedro Emanuel lhe dava na Taça de Portugal.[carece de fontes?]
De uma maneira geral, o Ricardo foi um elemento chave da Académica de Coimbra e um pilar nomeadamente para uma das melhores defesas da liga 2013–14 com apenas 35 golos sofridos. Ele teve um papel importante na conquista da segunda Taça de Portugal na história da Académica frente ao Sporting em 2011/12.
Assinou contrato em 2014 com o Porto, clube da primeira liga portuguesa. Mas ficou sem espaço no plantel com a chegada de Iker Casillas, a permanência de Helton e a promoção de Raúl Gudiño ao plantel principal.
O experiente guarda-redes foi então emprestado ao Vitória de Setúbal até ao final da temporada 2015–16.
Ricardo Nunes vai ser novamente emprestado durante a temporada 2016–17 pelo Porto, desta feita, ao GD Chaves

## Títulos
- Taça de Portugal 2011–12